# Giải bóng đá U-21 Quốc tế Báo Thanh Niên 2007
Giải bóng đá U21 Quốc tế báo Thanh niên lần I-2007 diễn ra từ ngày 20 tháng 10 đến ngày 28 tháng 10 năm 2007 trên Sân vận động Nha Trang tại Thành phố Nha Trang, Khánh Hòa.

## Địa điểm thi đấu
Tất cả các trận đấu diễn ra trên Sân vận động Nha Trang tại Thành phố Nha Trang.
| Nha Trang              |
| ---------------------- |
| Sân vận động Nha Trang |
| Sức chứa: 25,000       |
|                        |

## Thành phần tham dự
Có bốn đội tham dự bao gồm:
- Việt Nam:Đội tuyển bóng đá U21 Báo Thanh niên Việt Nam.
- Thái Lan:Đội tuyển bóng đá trẻ U21 Thái Lan.
- Singapore:Đội tuyển bóng đá trẻ U21 Singapore.
- Myanmar: Đội tuyển bóng đá trẻ U21 Myanma.

## Trọng tài
Trọng tài chính:
- Đặng Thanh Hạ
- Phùng Đình Dũng
- Ranachandran Krisnan
- Sreng Haody

Trợ lý trọng tài:
- Nguyễn Hoàng Minh
- Nguyễn Ngọc Hà
- Tuy Vichkika
- Xaypasenth Pongsanit

Giám sát trọng tài:
- Abubakar Bin Momin

## Cơ cấu giải thưởng

### Giải thưởng tập thể
- Đội vô địch: Cúp, Huy chương vàng, Bảng danh vị và 8.000 USD
- Đội nhì: Huy chương bạc, Bảng danh vị và 5.000 USD
- Đội ba: Huy chương đồng, Bảng danh vị và 3.000 USD
- Giải phong cách:2.000 USD
- Tổ trọng tài xuất sắc nhất: 500 USD

### Giải cá nhân
Mỗi giải cá nhân nhận 500 USD bao gồm các giải sau:
- Cầu thủ ghi nhiều bàn thắng nhất
- Cầu thủ xuất sắc nhất
- Thủ môn xuất sắc nhất

## Lịch thi đấu và kết quả
Bốn đội đấu vòng tròn một lượt tính điểm xếp hạng. Đội xếp thứ nhất là nhà vô địch giải đấu.
|  | Đội bóng giành chức vô địch |

Tất cả thời gian là giờ địa phương (UTC+7) tại nơi diễn ra trận đấu.
| Đội tuyển | số trận | thắng | hoà | thua | bàn thắng | bàn thua | điểm |
| --------- | ------- | ----- | --- | ---- | --------- | -------- | ---- |
| Việt Nam  | 3       | 3     | 0   | 0    | 6         | 0        | 9    |
| Thái Lan  | 3       | 2     | 0   | 1    | 5         | 4        | 6    |
| Singapore | 3       | 1     | 0   | 2    | 5         | 8        | 3    |
| Myanmar   | 3       | 0     | 0   | 3    | 1         | 5        | 0    |

| Thái Lan                           | 4–3      | Singapore                             |
| ---------------------------------- | -------- | ------------------------------------- |
| Yodrak 3', 19', 30' · Supakorn 45' | Chi tiết | Ridhwan 16' (ph.đ.), 51' · Fadzil 60' |

| Việt Nam                          | 2–0      | Myanmar |
| --------------------------------- | -------- | ------- |
| Nguyễn Đình Hiệp 55', 79' (ph.đ.) | Chi tiết |         |

| Thái Lan     | 1–0      | Myanmar |
| ------------ | -------- | ------- |
| Supakorn 89' | Chi tiết |         |

| Việt Nam                                                   | 3–0      | Singapore |
| ---------------------------------------------------------- | -------- | --------- |
| Nguyễn Trọng Hoàng 52' · Nguyễn Đình Hiệp 83' (ph.đ.), 90' | Chi tiết |           |

| Myanma              | 1–2      | Singapore                      |
| ------------------- | -------- | ------------------------------ |
| Kyaw Kyaw Khine 83' | Chi tiết | Bin Abu Sujad 72' (ph.đ.), 81' |

| Việt Nam             | 1–0      | Thái Lan |
| -------------------- | -------- | -------- |
| Nguyễn Quang Hải 65' | Chi tiết |          |

## Cầu thủ ghi bàn
4 bàn:
- Nguyễn Đình Hiệp

3 bàn:
- Yodrak Namueangrak

2 bàn:
- Bin Abu Sujad
- Ridhwan Osman
- Supakorn Ramkularbsuk

1 bàn:
- Kyaw Kyaw Khine
- Fadzil Nasir
- Nguyễn Quang Hải
- Nguyễn Trọng Hoàng

## Kết quả chung cuộc
- Đội vô địch: Việt Nam
- Đội á quân:  Thái Lan
- Đội thứ ba: Singapore
- Giải phong cách:  Myanmar
- Tổ trọng tài xuất sắc: Trao cho cả tám trọng tài (4 trọng tài chính + 4 trợ lý trọng tài)
- Cầu thủ ghi nhiều bàn thắng nhất:  Nguyễn Đình Hiệp (4 bàn thắng)
- Thủ môn xuất sắc xuất sắc nhất:  Samuel Por Cunningham
- Cầu thủ xuất sắc nhất:  Nguyễn Quang Hải